# Норрчёпинг (коммуна)
Норрчёпинг (швед. Norrköpings kommun) — коммуна в лене Эстергётланд, в Швеции.

## География

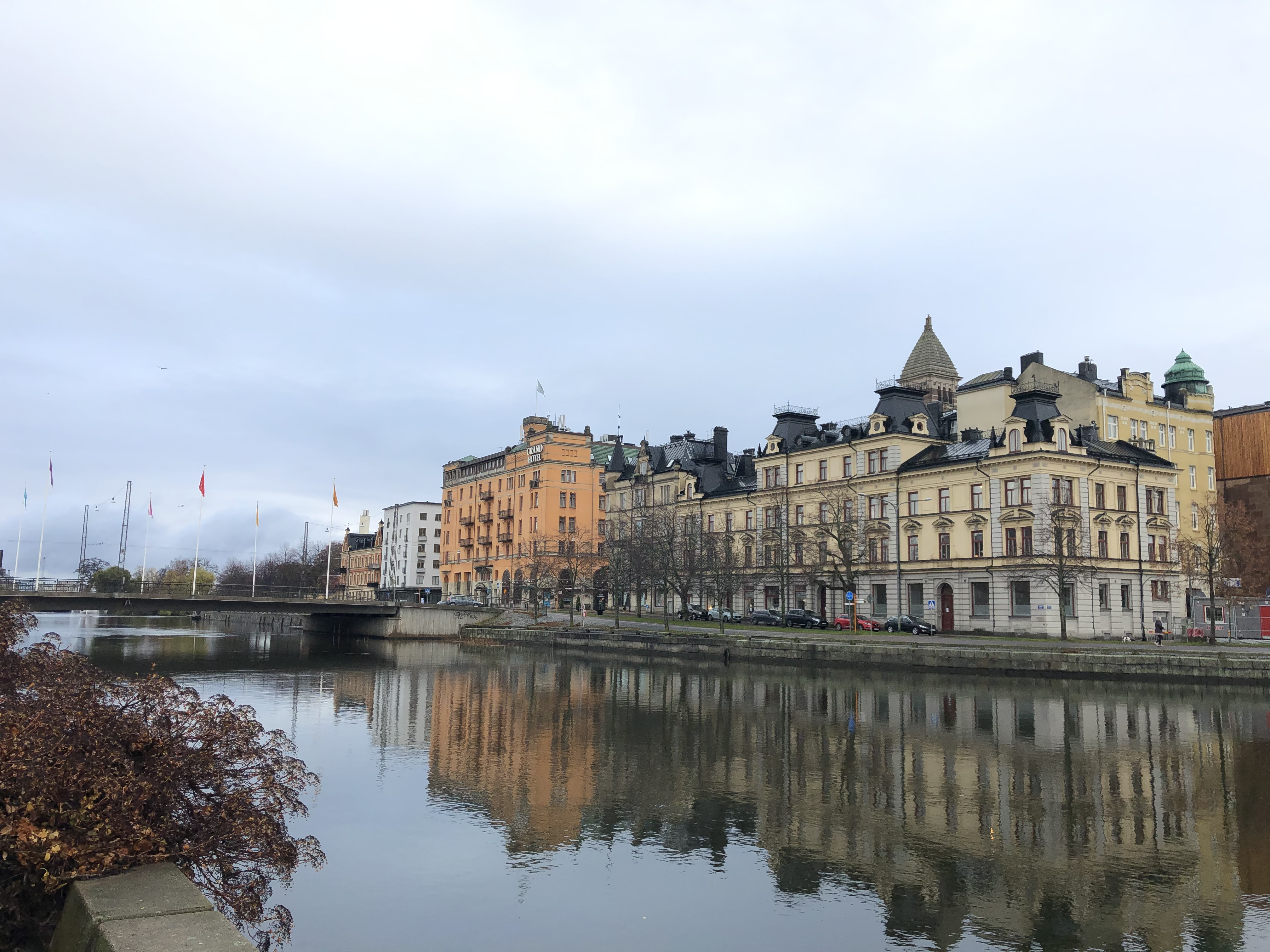
Норрчёпинг.

Норрчёпингская коммуна расположена в восточной части Швеции. Административный центр — город Норрчёпинг. Площадь — 2028,99 км² (из них на сушу приходится 1504 км²). Население — 129 566 человек (2010).
Наиболее крупные населённые пункты коммуны — Норрчёпинг, Обю, Норсхольм, Линдё, Чимстад, Вонга, Свертинге.

## История
Территория нынешней коммуны Норрчёпинг во время последнего ледникового периода находилась в зоне сплошного оледенения. К этому времени относятся первые следы пребывания здесь человека (каменные топоры из Смедбю и Боргсмона). Наскальные рисунки по берегам реки Мутала (Химмельсталунд) относятся к бронзовому веку. На них можно видеть сценки из повседневной жизни, а также суда, оружие, животных, изображения солнца и т. п. К железному веку относятся здесь могильные поля, каменные монументы и оборонительные сооружения. Так, близ Фискебю учёными было раскопано доисторическое кладбище, содержавшее около 500 захоронений. Оно использовалось начиная с бронзового века и вплоть до эпохи викингов.
В VIII веке на равнине севернее нынешнего города Норрчёпинг предположительно произошла описанная в различных памятниках скандинавской литературы полулегендарная битва при Бровалле, в которой сразились войска датского короля Харальда Хильдетанда и его вассала Сигурда Ринга, мифического короля Свитьода и Вестергётланда. Победу одержал Сигурд, отстаивавший самостоятельность Свеаланда (впоследствии соседние территории в Шведское государство).
В 1588—1590 годах на берегу залива Бровикен к востоку от Норрчёпинга был построен ренессансный королевский замок Броборг. Однако он бы разрушен во время Северной войны 1700—1721 годов русскими войсками и с тех пор не восстанавливавшийся.
В 1866 году через коммуну были проложены железнодорожные линии, связавшие её со Стокгольмом и Катринехольмом, в 1915 году — с Нючёпингом.